# Тобі Генен
Тобі Генен (англ. Toby Haenen, 8 жовтня 1973) — австралійський плавець.
Призер Олімпійських Ігор 1996 року, учасник 1992 року.